# Цаберябий Володимир Семенович
Володимир Семенович Цаберябий (19 червня 1929, місто Кам'янське, тепер Дніпропетровської області — ?) — український радянський діяч, будівельник, начальник регіонального управління «Придніпровмонтажспецбуду». Депутат Верховної Ради УРСР 11-го скликання.

## Біографія
Закінчив Магнітогорський гірничо-металургійний інститут.
У 1950—1964 роках — інженер, майстер, виконроб, начальник виробничого відділу, головний інженер монтажного управління тресту «Східметалургмонтаж» РРФСР.
Член КПРС з 1955 року.
У 1964—1969 роках — начальник спеціалізованого управління № 201 тресту «Дніпрометалургмонтаж».
У 1969—1974 роках — головний інженер тресту «Дніпрометалургмонтаж».
З 1974 року — начальник головного управління по монтажу технологічного обладнання на підприємствах металургійної промисловості «Укрголовметалургмонтаж» у місті Дніпропетровську.
Потім — начальник регіонального управління «Придніпровмонтажспецбуд» Державної корпорації по виконанню монтажних і спеціальних будівельних робіт у місті Дніпропетровську.
На пенсії в місті Дніпропетровську (Дніпрі).

## Нагороди
- орден «За заслуги» ІІІ ступеня (2004)
- ордени
- медалі
- лауреат Державної премії України в галузі науки і техніки (1996)
- заслужений будівельний Української РСР